# Буфолуто (Таранто)
Буфолуто (итал. Buffoluto) је насеље у Италији у округу Таранто, региону Апулија.
Према процени из 2011. у насељу је живело 85 становника. Насеље се налази на надморској висини од 18 м.